# Armstrong Whitworth Argosy
Armstrong Whitworth Argosy (A.W. 154) – brytyjski samolot pasażerski z okresu międzywojennego. 

## Historia
W 1925 roku brytyjska linia lotnicza Imperial Airways Ltd wydała specyfikację dla nowego samolotu pasażerskiego, założeniem było, że musi być to samolot wielosilnikowy, a jego zasięg powinien wynosić 500 mil (804 km). Taki samolot został opracowany w wytwórni lotniczej Armstrong Whitworth Aircraft, dlatego też zamówiła ona dwa takie samoloty, które otrzymały oznaczenie Argosy (oznaczenie fabryczne – A.W. 154). Jeszcze jeden samolot tego typu zamówiło brytyjskie Ministerstwo Lotnictwa.
Pierwszy z tych samolotów został oblatany w dniu 16 marca 1926 roku przez pilota linii lotniczej, a następnie wykonano jeszcze kilka lotów testowych, które potwierdziły przydatność tego samolotu do lotów pasażerskich. Drugi z samolotów został oblatany 18 czerwca 1926 roku, a zamówiony przez Ministerstwo Lotnictwa w marcu 1927 roku. Samoloty te otrzymały odpowiednio oznaczenia lotnictwa cywilnego oraz indywidualne nazwy: G-EBLF „City of Glasgow”; G-EBLO „City of Birmingham” i G-EBOZ „City of Wellington”. 16 lipca 1926 roku samolot o nr G-EBLF rozpoczął regularne loty pasażerskie na trasie Londyn – Paryż. Następnie zaczęły one latać na kolejnych trasach z Londynu do  Brukseli i Kolonii. Podjęto też próbę zastosowania tych samolotów na trasie do Edynburga, lecz okazała się nieudana, bowiem czas jazdy pociągiem na tej trasie był tylko o 10 minut dłuższy. W 1927 roku zmniejszono liczbę miejsc pasażerskich w samolotach do 12, co podniosło standard lotów dla podróżnych.
W 1929 roku wobec faktu, że samoloty te okazały się rentowne, linie lotnicze zamówiły kolejne cztery egzemplarze tego typu. W nowej wersji oznaczonej jako Mk II zastosowano mocniejsze silniki, co spowodowało niewielkie zmiany konstrukcyjne, lecz zwiększyła się jego ładowność użyteczna i zasięg do 520 mil (837 km). Samoloty te otrzymały numery i nazwy: G-AACH „City of Edinburgh” (w skład floty wszedł w maju 1929), G-AACI „City of Liverpool” (czerwiec 1929), G-AACJ „City of Manchester” (lipiec 1929) i G-AAEJ „City of Coventry” (sierpień 1929). Po zbudowaniu tych samolotów ostatecznie zakończono ich produkcję, łącznie zbudowano ich 7. Potem także samoloty wersji Mk I doprowadzono do standardów wersji Mk II.

## Użycie w lotnictwie
Samoloty pasażerskie Armstrong Whitworth Argosy latały w latach 1926 – 1934 w liniach: Imperial Airways, później w British Airways. Latały one na trasach z Londynu do miast europejskich: Paryża, Bazylei, Zurychu, Amsterdamu, Brukseli, Kolonii, Hanoweru i Berlina. W 1929 roku samoloty te uczestniczyły w lotach na trasie Londyn – Karaczi, które odbywały się etapami. Od 1930 trzy samoloty przeniesiono do Afryki, gdzie latały na trasie Kair – Chartum, z międzylądowaniem w Asuanie. W 1934 roku wycofano samoloty z lotów, jeden z nich sprzedano linii lotniczej United Airways, gdzie użytkowano go do 1936 roku.
Samoloty te były bardzo bezpieczne jak na ówczesne czasy, doszło tylko do jednej katastrofy, gdy w samolocie G-AACI „City of Liverpool”, lecącym w dniu 28 marca 1933 roku na trasie Bruksela – Londyn, wybuchł pożar w przedziale bagażowym, w wyniku czego samolot rozbił się w okolicach miasta Diksmuide w Belgii. W wyniku tej katastrofy zginęło 3 członków załogi i 12 pasażerów.

## Opis techniczny
Samolot Armstrong Whitworth Argosy był trzysilnikowym dwupłatem o konstrukcji mieszanej. Kadłub miał kształt prostokątny, konstrukcja wykonana z rur stalowych, pokrycie płócienne. Z przodu była umieszczona komora silnika, za nią otwarta kabina pilota. Za nią znajdował się przedział pasażerski dla 20 (później 12 osób) osób, dwa rzędy krzeseł wzdłuż burt. Wejście do przedziału pasażerskiego było z boku kadłuba.
Skrzydła miały konstrukcję drewnianą, krytą płótnem. Z kadłubem połączone przy pomocy podpórek i dźwigarów. Górne i dolne płaty miały jednakową długość. Podwozie klasyczne – stałe z kółkiem ogonowym. 
Napęd stanowiły trzy silniki gwiazdowe, jeden umieszczony w komorze silnikowej kadłuba, a dwa pozostałe w gondolach pod górnymi płatami, po obu stronach kadłuba. 